# Свищовско-Беленска низина
Свищовско-Беленска низина е крайдунавска низина в Северна България, Средната Дунавска равнина, области Велико Търново и Плевен.
Низината се простира между река Дунав на север и северните склонове на Никополското на югозапад и юг и Свищовското плата на югоизток. На запад достига на 4 км източно от град Никопол, а на изток – до град Свищов. Дължината на низината от запад на изток е 38,2 km и ширина до 5 – 6 km Площта ѝ е 171 km2.
Низината има ниска и висока част. Ниската част представлява заливна тераса на река Дунав и се поделя на две обособени части: Беленска низина на запад и Свищовска низина на изток. Изградена е от речни наноси и има високо ниво на подпочвени води. Малко по-висока е на север към дунавския бряг, а в южната част, където е по-ниска в миналото е имало заблатени райони (Свищовско блато, Беленско блато и др.). Проведени са отводнителни мероприятия и сега заблатена е останала само защитената местност „Кайкуша“. По цялото протежение на река Дунав е изградена водозащитна дига. Почвите са алувиално-блатни и в отводнените части активно се използват за отглеждане на селскостопански култури.
Незаливната част на Свищовско-Беленската низина е разположена между двете понижения – Беленското на запад и Свищовското на изток и е с около 15 – 20 м по-високо ниво. В подножията на Никополското и Свищовското плата като тясна ивица се простира на запад до село Бяла вода а на изток до долината на река Барата (приток на Дунав). Тази част представлява остатък от ниски надзаливни дунавски тераси с височина от 10 до 25 м над реката. Изградена е от алувиални наноси, припокрити от льос. Естествената растителност е предимно влаголюбива – върба, топола, черна елша, тръстика.
Климатът е умерено-континентален със среден годишен валеж от 500 – 550 мм, недостатъчен за земеделските култури. Почвите са черноземни, добре усвоени селскостопански. Подпочвените води са значително по-надълбоко. Отглеждат се основно зърнени култури (царевица, захарно цвекло, слънчоглед, пшеница), а по по-високите части и лозя.
По периферията на низината са разположени три села: Вардим в Община Свищов и Кривина и Новград в Община Ценово.
В средата на низината, на брега на река Дунав е разположен град Белене, а по периферията ѝ град Свищов (на изток) и селата Ореш, Деков и Бяла вода на юг.
Източно от град Белене се изгражда (сега строежът е замразен) втората атомна електроцентрала в България – АЕЦ „Белене“, а в най-източната част на низината е химическият комбинат „Свилоза“.
Почти цялата низина попада в природния парк „Персина“, който освен низината включва и най-големия български дунавски остров Белене.
По южната, по-висока част на низината на протежение от 30,4 км от Свищов до Бяла вода преминава участък от второкласен път № 52 от Държавната пътна мрежа Русе – Свищов – Никопол.

## Топографска карта
- Лист от карта K-35-2. Мащаб: 1 : 100 000.
- Лист от карта K-35-3. Мащаб: 1 : 100 000.
- Лист от карта K-35-15. Мащаб: 1 : 100 000.